# 雷森特設鎮區 (密歇根州)
雷森特設鎮區（英語：Raisin Charter Township）是位於美國密歇根州萊納維縣的一個特設鎮區。

## 地方資料
雷森特設鎮區的面積為94.59平方千米，當中陸地面積為93.58平方千米，而水域面積為1.01平方千米。根據2020年美國人口普查的數據，當地共有人口7900人，而人口密度為每平方千米83.52人。